# Eren Albayrak
Eren Albayrak, född 23 april 1991, är en turkisk fotbollsspelare som spelar för Antalyaspor.
Eren Albayrak har representerat det turkiska landslaget i en landskamp.